# Rosario Nicoletti
Rosario Nicoletti, né le 8 juin 1931 à Palerme où il meurt le 17 novembre 1984, est un homme politique italien.
Secrétaire régional de la Démocratie chrétienne en Sicile entre 1974 et 1982, il est l'artisan avec le président Piersanti Mattarella de l'ouverture de la majorité régionale au Parti communiste italien.

## Biographie

### Origines
Rosario Nicoletti est le fils de Vincenzo Nicoletti, chef du bureau technique sous le mandat de Salvo Lima, à l'époque du Sac de Palerme.
Il suit des études de droits et, après l'obtention de son laurea, il devient avocat. Il a siégé à la Cour des comptes.
Il épouse Gianna Ballati, fille d'un collecteur de dettes dont l'affaire a été repris par les cousins mafieux Ignazio et Antonino Salvo avec lesquelles elle collabore un temps.

### Ascension politique
Il entre jeune en politique et s'inscrit, au sein de la Démocratie chrétienne, dans le courant de Amintore Fanfani, puis dans le courant Forces nouvelles à partir de 1963.
La veille de ses 28 ans, il est élu à l'Assemblée régionale sicilienne. Il y siège vingt cinq ans jusqu'à sa mort, et occupe la charge d'assesseur régional au Tourisme, communications et transports dans le dernier gouvernement de Giuseppe D'Angelo (janvier-août 1964) et le premier de Francesco Coniglio (août 1964-mars 1966), puis aux Travaux publics durant le reste de la présidence de Coniglio (mars 1966-juin 1967), à la Présidence auprès de Mario Fasino (avril 1970-juin 1971).
Il est maire de Lascari de 1962 à 1982.
Représentant l'aile gauche minoritaire dans la DC sicilienne avec le morotei Piersanti Mattarella, il devient secrétaire régional en 1974. Homme de dialogue et de compromis, il poursuit avec Achille Occhetto, le leader du PCI régional et son successeur Gianni Parisi, les négociations initiées par Giuseppe D'Angelo, pour aboutir à une « solidarité autonomiste » entre les forces politiques, préambule dans l'île du compromis historique italien. Ce projet, qui cherche à élargir la majorité d'action pour rendre possible un renouvellement profond de la politique régionale, est combattu par les fanfaniens, aile centre-gauche de la DC. Face grandes figures locales du parti catholique moins favorables à l'ouverture (Salvatore Lima, Antonino Drago, Giovanni Gioia, Antonino Pietro Gullotti), il garantit l'équilibre des forces internes sous les présidences d'Angelo Bonfiglio et surtout de Mattarella. Il exclut en revanche l'idée d'une participation directe au gouvernement sicilien tant que le PCI ne rompt pas avec l'URSS.
Face aux menaces et intimidations de la part des proches du milieu mafieux, au sein de son parti et dans la société sicilienne, Nicoletti pense abandonner la politique, comme le confie Piersanti Mattarella au ministre de l'Intérieur Virginio Rognoni en septembre 1979. Ensemble, ils défendent par exemple contre leurs camarades la proposition du PCI de dissoudre les groupements de bonification qui étaient majoritairement contrôlés par la mafia.

### Marginalisation et suicide
Mattarella est assassiné en janvier 1980. Nicoletti déclare alors « Nous l'avons mis en croix. Il n'y a plus rien à faire, tout est fini ! » Déprimé, il reste alité trois mois.
Préfet nommé à Palerme pour lutter contre la mafia, Carlo Alberto dalla Chiesa le cite dans L'Europeo en août 1982 parmi ses opposants sur l'île, seul de l'aile gauche de la DC aux côtés des andreottiens Mario D'Acquisto, Salvatore Lima, Vito Ciancimino, Nello Martellucci. Au contraire, la femme du secrétaire régional assure que leurs relations été bonnes. Après le meurtre du préfet, en septembre 1982, le fils de celui-ci, Nando, accuse la DC de responsabilité morale dans ce meurtre, et reprend les noms cités par son père : Lima, D'Acquisto, Martellucci, Ciancimino et Nicoletti.
Ces accusations meurtrissent Nicoletti, déjà politiquement fragilisé par la disparition de Mattarella et l'échec de la solidarité autonomiste. Rosario Nicoletti démissionne en novembre 1982 du secrétariat régional. Il refuse d'être candidat à la Chambre des députés lors des élections générales italiennes de 1983 pour rester pleinement en Sicile.
En mars 1984, souhaitant en finir avec l'instabilité gouvernementale à la Région, la direction du groupe parlementaire régional le désigne à l'unanimité pour succéder à Santi Nicita, mais le jour du vote, après qu'il a proposé la reprise du dialogue avec le PCI, la relance de la lutte contre la mafia et l'assainissement de la gestion de l'île, 20 députés démocrates-chrétiens ne lui donnent par leur voix empêchant son élection.
Mis à nouveau en cause par Nando Dalla Chiesa, il va à Rome chercher le soutien de son parti, et se suicide à son retour à Palerme, le 17 novembre 1984. Une messe est célébrée dans la Chapelle palatine de Palerme en présence des principaux élus de l'île, mais elle est quittée par sa veuve accusant les démocrates chrétiens d'avoir abandonné son mari alors que les responsables politiques profitent de leurs discours nécrologiques pour contester les récentes mises en cause judiciaires de plusieurs personnalités du parti.